# Waltenschwil
Waltenschwil és un municipi del cantó d'Argòvia (Suïssa), situat al districte de Muri. El 2023 tenia 3.159 habitants.